# Melhania menafe
Melhania menafe är en malvaväxtart som beskrevs av Arenes. Melhania menafe ingår i släktet Melhania och familjen malvaväxter. Inga underarter finns listade i Catalogue of Life.